# Elezioni regionali in Trentino-Alto Adige del 1960
Le elezioni regionali in Trentino-Alto Adige del 1960 per il rinnovo del Consiglio regionale si tennero il 6 novembre. L'affluenza fu del 90,69%.
In seguito alle tensioni etniche, la SVP rifiutò di partecipare alle giunte, e si crearono maggioranze centriste (DC-PSDI-PLI-PPTT).

## Risultati
| Liste                                                    | Voti                | %                   | Seggi               |
| Riepilogo regionale                                      | Riepilogo regionale | Riepilogo regionale | Riepilogo regionale |
| -------------------------------------------------------- | ------------------- | ------------------- | ------------------- |
| Democrazia Cristiana                                     | 180.940             | 40,96               | 20                  |
| Südtiroler Volkspartei                                   | 132.351             | 29,96               | 15                  |
| Partito Socialista Italiano                              | 41.914              | 9,49                | 4                   |
| Partito Socialista Democratico Italiano                  | 23.955              | 5,42                | 3                   |
| Movimento Sociale Italiano                               | 20.969              | 4,75                | 2                   |
| Partito Comunista Italiano                               | 19.383              | 4,39                | 2                   |
| Partito Liberale Italiano – Partito Democratico Italiano | 11.168              | 2,53                | 1                   |
| Partito Popolare Trentino Tirolese                       | 9.008               | 2,04                | 1                   |
| Partito Repubblicano Italiano                            | 2.099               | 0,47                | -                   |
| Totale                                                   | 441.787             |                     | 48                  |
| Provincia di Trento                                      |                     |                     |                     |
| Democrazia Cristiana                                     | 150.663             | 64,24               | 17                  |
| Partito Socialista Italiano                              | 29.697              | 12,66               | 3                   |
| Partito Socialista Democratico Italiano                  | 16.411              | 7,00                | 2                   |
| Partito Comunista Italiano                               | 12.869              | 5,49                | 1                   |
| Partito Liberale Italiano                                | 8.329               | 3,55                | 1                   |
| Partito Popolare Trentino Tirolese                       | 9.008               | 3,84                | 1                   |
| Movimento Sociale Italiano                               | 6.282               | 2,68                | 1                   |
| Partito Repubblicano Italiano                            | 1.282               | 0,54                | -                   |
| Totale                                                   | 234.541             |                     | 26                  |
| Provincia di Bolzano                                     |                     |                     |                     |
| Südtiroler Volkspartei                                   | 132.351             | 63,86               | 15                  |
| Democrazia Cristiana                                     | 30.277              | 14,61               | 3                   |
| Movimento Sociale Italiano                               | 14.687              | 7,09                | 1                   |
| Partito Socialista Italiano                              | 12.217              | 5,90                | 1                   |
| Partito Socialista Democratico Italiano                  | 7.544               | 3,64                | 1                   |
| Partito Comunista Italiano                               | 6.514               | 3,14                | 1                   |
| Partito Liberale Italiano – Partito Democratico Italiano | 2.839               | 1,37                | -                   |
| Partito Repubblicano Italiano                            | 817                 | 0,39                | -                   |
| Totale                                                   | 207.246             |                     | 22                  |

| Riepilogo dei seggi | Riepilogo dei seggi | Riepilogo dei seggi | Riepilogo dei seggi | Riepilogo dei seggi | Riepilogo dei seggi | Riepilogo dei seggi |
| ------------------- | ------------------- | ------------------- | ------------------- | ------------------- | ------------------- | ------------------- |
|                     |                     |                     |                     |                     |                     |                     |
| PCI                 | 2                   | ━                   |                     | PSI                 | 4                   | N/A                 |
| PSDI                | 3                   | N/A                 |                     | PPTT                | 1                   | ━                   |
| SVP                 | 15                  | ━                   |                     | DC                  | 20                  | ▼ 1                 |
| PLI - PDI           | 1                   | ━                   |                     | MSI                 | 2                   | ━                   |